# Antonio M. Fernández

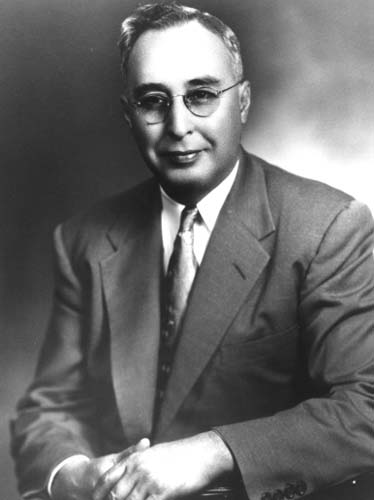
Antonio M. Fernández

Antonio Manuel Fernández (* 17. Januar 1902 in Springer, Colfax County, New Mexico; † 7. November 1956 in Albuquerque, New Mexico) war ein US-amerikanischer Politiker.
Fernández studierte an der Highlands University in Las Vegas und besuchte die Cumberland University in Lebanon, Tennessee. 1925 bis 1930 war er Gerichtsstenograph am achten Gerichtsbezirk von New Mexico. 1931 wurde er dann in die Anwaltschaft aufgenommen und praktizierte in Raton; später war er auch in Santa Fe tätig. 1935 war Fernández Abgeordneter im Repräsentantenhaus von New Mexico. In das Repräsentantenhaus der Vereinigten Staaten wurde er 1942 als Demokrat gewählt. Er vertrat dort seinen Bundesstaat vom 3. Januar 1943 bis zu seinem Tod am 7. November 1956. Nur einen Tag zuvor war er wiedergewählt worden. Fernández wurde auf dem Rosario Catholic Cemetery in Santa Fe beigesetzt.